# Kostel svatého Vavřince (Brno-Řečkovice)
Římskokatolický kostel svatého Vavřince se nachází v brněnské městské části Brno-Řečkovice a Mokrá Hora, v katastrálním území Řečkovice. Kostel stojí na Palackého náměstí, je farním kostelem řečkovické farnosti. Je chráněn jako kulturní památka České republiky.

## Historie
Počátky kostela sahají pravděpodobně do 14. století, ze kdy o něm pochází první dochovaná zmínka. Během husitských válek v roce 1422 byl kostel vydrancován a ochuzen o nejlepší umělecké předměty. V roce 1623 připadla řečkovická farnost pod patronát řádu jezuitů. Veškeré snahy o rozvoj však přerušil v letech 1642 – 1645 vpád Švédů. Roku 1647 tak musel být chrám znovu opraven. V roce 1717 jej přestavěl známý brněnský barokní stavitel Mořic Grimm. Jedna z největších oprav kostela se konala po druhé světové válce, během které byl kostel zničen takřka úplně.

## Betlém
V době vánoční je na bočním oltáři kostela vystaven betlém. Pochází z roku 1925, autor je neznámý. Je složen ze sádrových obarvených postav, krajinu tvoří nabarvené kulisy doplněné přírodními materiály. Druhý betlém vznikl na začátku 21. století, z dřeva ho vyřezali farníci pod vedením řezbáře a sochaře Patrika Vlčka. Betlém je přístupný kromě vánočních bohoslužeb vždy 25. a 26. prosince od 15 do 17 hodin.